# Rubus glivicensis
Rubus glivicensis är en rosväxtart som först beskrevs av Henri L. Sudre, och fick sitt nu gällande namn av Franz Joseph Spribille. Rubus glivicensis ingår i släktet rubusar, och familjen rosväxter. Inga underarter finns listade i Catalogue of Life.